# Limitação da racionalidade
A limitação da racionalidade procura compreender aspectos que influenciam a tomada de decisão do indivíduo baseada em sua limitação de informação.  Essa teoria, desenvolvida primeiramente por Herbert A. Simon, propõe a complementação da racionalidade como “otimização", que vê a tomada de decisão como um processo totalmente racional de encontrar uma opção ideal dada a informação disponível. Para Herbert Simon, a racionalidade pessoal está limitada por três dimensões: 
1. A informação disponível;[2]
2. A limitação cognitiva da mente individual;[2]
3. O tempo disponível para tomada de decisão.[2]

## A teoria
Herbert Simon assinala que a maioria das pessoas são só parcialmente racionais e que estas atuam através de impulsos emocionais não totalmente racionais em muitas de suas ações. 
Ao deparar-se com algum tipo de problema que seja mais complexo do que outros problemas do dia a dia, a reação natural de todo indivíduo é reduzir o problema a um modelo que seja de mais fácil compreensão. O motivo pelo qual, é a limitação de absorção de todas as informações e o tempo para sintetizá-las e processá-las. Por conseguinte, contenta-se com as decisões que sejam o bastante satisfatórias e que atendam as devidas expectativas, porém não necessariamente a decisão ideal. 

### Modus operandi
A limitação da racionalidade faz com que as pessoas criem um modelo simplificado para a resolução de seus problemas de acordo o seu próprio modus operandi: 
1. Nasce a identificação do problema para o indivíduo;
2. Começa uma busca por critérios e alternativas de solução para esse problema – a lista de alternativas é enorme;
3. O tomador de decisão, a partir dessa lista maximizada, identifica e monta uma lista menor, contendo as escolhas mais notáveis que geralmente são as mais fáceis de encontrar e que tendem a ter bastante perceptibilidade;
4. Uma vez que essa lista esteja montada, o tomador de decisão fará uma verificação dos itens da mesma, porém essa não será uma avaliação completa uma vez que nem todas as alternativas terão uma verificação particular e minuciosa;
5. O tomador de decisões começa a sua verificação pelas alternativas que sejam mais parecidas com o cenário atual;
6. Quando o tomador de decisão encontrar uma solução “suficientemente boa”, ou seja, aquela que atenda a um nível aceitável de performance, a verificação então estará terminada.

Depois de terminada a revisão e o tomador de decisão ter efetivado sua tomada de decisão, a solução final apenas vai representar uma solução oportuna, porém não a ideal, já que não foram avaliadas todas as alternativas. 

## Modelo racionalversusmodelo simplificado
Uma das particularidades mais pertinentes da limitação da racionalidade é que o tamanho (imenso) da lista de alternativas possíveis para a solução de um determinado problema, faz com que o indivíduo a simplifique, reduzindo-a a um número muito menor de alternativas.  Essa particularidade faz com que o modelo racional e o modelo simplificado se distingam completamente.

### Modelo racional
No modelo racional todas as possíveis alternativas para a solução de um determinado problema são pautadas em ordem hierárquica de preferência, fazendo com que a lista seja muito grande, mas como todas elas, serão avaliadas antes da tomada de decisão final, a ordem em si acaba não tendo a menor importância. 

### Modelo simplificado
Em contra partida, no modelo simplificado a limitação da racionalidade faz com que no universo de alternativas o indivíduo selecione uma parcela restrita de alternativas, formando uma lista menor delas onde as alternativas são colocadas em ordem de preferência. Nesse modelo o tomador de decisão geralmente opta por escolher e montar a lista com aquelas que tem mais proximidade, aquelas que se sinta mais confortável para escolher mas não fugindo também, do status quo. Tornando assim, a avaliação desse modelo totalmente parcial. 

## Extensões do modelo
Para Gerd Gigerenzer, as heurísticas simples geralmente levam a melhores decisões do que as diretrizes teoricamente ideais. Ele sugere que os teóricos de decisão não adotaram as ideias originais de Simon.
Em "Previsivelmente Irracional" (2008), um dos mais recentes estudos sobre limitação da racionalidade, Dan Ariely compromete-se a demonstrar que somos seres irracionais quando se diz respeito a economia comportamental. Seus estudos relacionam-se com a psicologia ao tentar compreender como as emoções influenciam fundamentalmente toda decisão econômica que tomamos.
Ariely explica também como nossas decisões são relativas de acordo com a complexidade e a maneira de como as situações são apresentadas. Assim, dentro da limitação da racionalidade, a solução final vai representar uma escolha satisfatória, e não a ideal.
Os temas estão organizados por capítulos, e os principais focos são: 
- Quebra do Ciclo Relativo
- Falácia da Oferta e da Procura
- Custo do Grátis
- Ser pago ou fazer um favor
- Emoção no processo de decisão.